# Cervona Dolîna, Lîpova Dolîna
Cervona Dolîna (în ucraineană Червона Долина) este un sat în așezarea urbană Lîpova Dolîna din regiunea Sumî, Ucraina.

## Demografie
Componența lingvistică a localității Cervona Dolîna
     Ucraineană (100%)
Conform recensământului din 2001, toată populația localității Cervona Dolîna era vorbitoare de ucraineană (100%).